# Zdzisław Klimek
Zdzisław Ludwik Klimek (ur. 2 września 1930 w Sosnowcu, zm. 12 kwietnia 2023 w Warszawie-Bielany) – polski śpiewak operowy (baryton).

## Życiorys
Był synem Jakuba Klimka i Janiny Klimek, z domu Maszczyk. Jego ojciec jako oficer rezerwy WP, został podczas okupacji niemieckiej aresztowany, a następnie zamordowany w niemieckim obozie koncentracyjnym KL Auschwitz-Birkenau. Po wojnie studiował śpiew pod kierunkiem profesora Grzegorza Orłowa (1893–1964) na Państwowej Wyższej Szkole Muzycznej (PWSM) w Łodzi (obecnie Akademia Muzyczna im. Grażyny i Kiejstuta Bacewiczów w Łodzi). Po studiach wyjechał do Wenecji, gdzie otrzymał lekcje śpiewu od słynnej sopranistki Margherity Carosio. 
25 marca 1952 debiutował na scenie Opery Narodowej w Warszawie, śpiewając partię Germont-père w operze Traviata. W latach 1953/55 śpiewał na scenie Teatru w Łodzi. W 1954 roku otrzymał nagrodę na Ogólnopolskim Konkursie Śpiewaczym, w 1955 na V Światowym Festiwalu Młodzieży i Studentów. W 1956 roku podpisał angaż z dyrekcją Państwowej Opery w Warszawie, gdzie występował na scenie przez ponad 25 lat. Zamieszkał z rodziną na Bielanach.
Przebywał na występach gościnnych w Teatrze Bolszoj w Moskwie oraz w Tiflisie, Charkowie, Genewie i Lipsku. Występował także na scenie oper narodowych w Berlinie, Dreźnie, Sofii i Budapesztu oraz w teatrach operowych w Pradze, Essen, Wiesbaden i Niemieckiej Operze (Deutsche Oper) w Berlinie. Do repertuaru Zdzisława Klimka należały partie solowe z polskiej oraz słowiańskiej literatury operowej jak również utwory takich kompozytorów jak Wolfgang Amadeus Mozart, Giuseppe Verdi, Giacomo Puccini, Richard Strauss, Georges Bizet, Luigi Dallapiccola, Gian Carlo Menotti i Alban Berg.
Zmarł w Warszawie. Uroczystości pogrzebowe odbyły się 21 kwietnia 2023 na cmentarzu Komunalnym Północnym.